# 蓋爾斯維爾 (馬里蘭州)
蓋爾斯維爾（英語：Galesville）是位於美國馬里蘭州安妮阿倫德爾縣的一個普查規定居民點。

## 人口
根據2020年美國人口普查的數據，蓋爾斯維爾的面積為4.37平方千米，當中陸地面積為3.41平方千米，而水域面積為0.96平方千米。當地共有人口623人，而人口密度為每平方千米142.56人。